# スカースデイル駅
スカースデイル駅（Scarsdale）は、アメリカ合衆国ニューヨーク州ウェストチェスター郡スカースデイルにあるメトロノース鉄道の駅。

## 概要
メトロノース鉄道のハーレム線の駅である。この駅からニューヨーク州にあるグランド・セントラル駅に行ける。

## 利用可能な鉄道路線／列車
メトロノース鉄道：
■ハーレム線

## 歴史
ニューヨーク・ハーレム鉄道（英語: New York and Harlem Railroad）が1840年代にスカーズデイルに路線を開設し、1846年にスカーズデイル駅が完成した。現存する駅舎はニューヨーク・セントラル鉄道 § ハドソン・リバー鉄道により1904年(1902年という説もある)に建築されたチューダー・リバイバル様式のものである。1968年のニューヨーク・セントラル鉄道とペンシルバニア鉄道の合併により、ペン・セントラル鉄道の駅となった。1970年代にはペン・セントラル鉄道の財政難が影響し、運行業務をメトロポリタン・トランスポーテーション・オーソリティに引き渡すこととなった。そして、1983年にはメトロノース鉄道の駅となる。この駅は2000年からアメリカ合衆国国家歴史登録財に指定され、2007年には駅舎の修繕事業が行われた。

## 駅構造
2面2線（2単式）のホームを持つ地上駅である。
| のりば | 路線        | 方向 | 行先                                                         | 備考 |
| ------ | ----------- | ---- | ------------------------------------------------------------ | ---- |
| 1      | ■ハーレム線 | 下り | ノース・ホワイト・プレインズ / サウスイースト / ワセイク方面 |      |
| 2      | ■ハーレム線 | 上り | グランド・セントラル方面                                     |      |

## 隣の駅
メトロノース鉄道
■ハーレム線
クレストウッド - スカースデイル - ハーツデール